# Jordan Nobbs
Jordan Nobbs (* 8. Dezember 1992 in Stockton-on-Tees) ist eine englische Fußballspielerin. Die Mittelfeldspielerin spielte von 2011 bis 2022 für den Arsenal Women FC und seit 2013 für die englische Nationalmannschaft. Im Januar 2023 wechselte sie zu Aston Villa. Sie ist die Tochter des englischen Fußballspielers Keith Nobbs.

## Werdegang

### Vereine
Nobbs begann mit acht Jahren mit dem Fußballspielen und spielte schon mit 16 Jahren für die erste Mannschaft von Sunderland. 2009 erreichte sie mit Sunderland das Finale des FA Women’s Cup, in dem sie Arsenal mit 1:2 unterlagen. 2010 gewann sie den Women’s FA Young Player of the Year Award. 2011 wechselte sie zu Arsenal. Mit Arsenal gewann sie 2011 und 2012 die englische Meisterschaft und 2010/2011, 2012/2013, 2013/2014 sowie 2015/2016 den FA Women’s Cup, ferner dreimal den Ligapokal. In der UEFA Women’s Champions League 2010/11, 2011/12 und 2012/13 schieden sie erst im Halbfinale gegen Olympique Lyon, den 1. FFC Frankfurt bzw. den VfL Wolfsburg aus. Danach schieden sie im Viertelfinale im englischen Duell gegen Birmingham City LFC aus. Erst durch die Meisterschaft 2018/2019 konnten sie sich dann wieder für den europäischen Wettbewerb qualifizieren. In der aufgrund der COVID-19-Pandemie vorzeitig beendeten Saison 2019/20 kam sie zu 14 Einsätzen in der Liga und erzielte dabei fünf Tore, es reichte aber auch durch den Abbruch bedingt nur zum dritten Platz. In der UEFA Women’s Champions League 2019/20 wurde sie in zwei Sechzehntel- und einem Achtelfinalspiel vor der Corona-Pause und im Viertelfinale nach der Pause eingesetzt. Das Viertelfinale gegen Paris Saint-Germain wurde dann aber mit 1:2 verloren. Mit Arsenal nahm sie an der erstmals ausgetragenen Gruppenphase der UEFA Women’s Champions League 2021/22 teil. Mit Siegen gegen Oqschetpes Kökschetau (4:0), PSV Eindhoven (3:1) und Slavia Prag (3:0 und 4:0) hatten sich ihre Mitspielerinnen ohne sie für die Gruppenphase qualifiziert. In dieser wurden sie hinter Vorjahressieger FC Barcelona Zweite, da sie den direkten Vergleich gegen die punktgleiche TSG 1899 Hoffenheim mit 4:0 und 1:4 gewonnen hatten. Nobbs kam in allen Spielen zum Einsatz und erzielte ein Tor. Im Viertelfinale treffen sie auf die Frauen des VfL Wolfsburg.
In der UEFA Women’s Champions League 2022/23 wurde sie in fünf Gruppenspielen eingesetzt und erzielte dabei ein Tor. Als Gruppensieger erreichte die Mannschaft das Viertelfinale, wo Arsenal im März 2023 ohne sie auf Bayern München treffen wird. Am 5. Januar 2023 wechselte sie mit einem Vertrag für 18 Monate mit der Option auf Verlängerung zu Aston Villa. Im Mai 2025 gab der Verein das Ende ihres Engagements zum Saisonende bekannt.

### Nationalmannschaften
Nobbs spielte bereits mit zwölf Jahren in der englischen U-15-Nationalmannschaft, deren Kapitänin sie mit 13 Jahren wurde. Mit 14 Jahren wurde sie Kapitänin der U-17-Mannschaft. Insgesamt erzielte sie in 43 Spielen für die englischen U-17-, U-19-, U-20- und U-23-Mannschaften 14 Tore. 2008 wurde sie mit der U-17-Mannschaft Vierte bei der Weltmeisterschaft in Neuseeland, wobei das Spiel um Platz 3 mit 0:3 gegen Deutschland verloren wurde. 2009 gewann sie mit der U-19-Mannschaft die Europameisterschaft und erzielte im Finale gegen Schweden den 2:0-Endstand. Im darauffolgenden Jahr erreichte sie erneut das Finale der Europameisterschaft, verlor dort aber den Titel durch ein 1:3 gegen Frankreich. Im selben Jahr nahm sie mit der U-20-Mannschaft an der Weltmeisterschaft in Deutschland teil, schied aber in der Vorrunde aus. 2011 gehörte sie zur Standby-Liste für die Frauen-Weltmeisterschaft. Mit der U-23-Mannschaft nahm sie 2012 an einem Turnier in La Manga teil, bei dem sie in allen drei Spielen gegen Norwegen, die USA und Schweden eingesetzt wurde und im Spiel gegen Schweden den 2:2-Endstand erzielte.
Beim Zypern-Cup 2013 wurde sie im Gruppenspiel gegen Italien erstmals in der A-Nationalmannschaft eingesetzt und erzielte in der 7. Minute den 1:0-Führungstreffer (Endstand 4:2). Auch gegen Neuseeland und im Finale gegen Kanada kam sie zum Einsatz. Nobbs stand im englischen Kader für die EM 2013 in Schweden, kam aber nicht zum Einsatz.
Beim Zypern-Cup 2015 führte sie England im Finale erstmals als Mannschaftskapitänin auf das Feld und gewann mit ihrer Mannschaft den Titel gegen Kanada. Sie gehörte dann auch zum englischen Kader für die WM in Kanada, trotz einer zwei Wochen vor der WM zugezogenen Verletzung und wurde nur im letzten Gruppenspiel gegen Kolumbien eingesetzt. Sie war damit die Feldspielerin mit den wenigsten Einsätzen bei der WM. Ihrer Mannschaft gelang dann im Spiel um Platz 3 erstmals ein Sieg gegen Deutschland, womit England erstmals nach dem WM-Sieg der Männer 1966 wieder eine WM-Medaille gewann.
In der Qualifikation für die EM 2017 hatte sie fünf Einsätze und ebenso viele bei der Endrunde, die für die Engländerinnen mit einer Niederlage im Halbfinale gegen die Gastgeberinnen endete. Fünf Einsätze hatte sie auch in der Qualifikation für die WM 2019. Aufgrund einer Knieverletzung verpasste sie dann die Endrunde in Frankreich. Erst im Oktober 2019 konnte sie wieder eingesetzt werden. Sie nahm dann auch mit der Mannschaft am SheBelieves Cup 2020 teil, wo die Engländerinnen ihren Vorjahrestitel aber nicht verteidigen konnten.
2021 wurde sie zu Beginn des Jahres in drei Freundschaftsspielen eingesetzt, in der laufenden Qualifikation für die WM 2023 aber verletzungsbedingt erst im letzten Spiel beim 20:0-Rekordsieg gegen Lettland. Nach Einwechslung zur zweiten Halbzeit erzielte sie in der 80. Minute das Tor zum 16:0-Zwischenstand. Die Engländerinnen überboten mit dem 20:0 den erst fünf Tage zuvor von den Belgierinnen beim 19:0 gegen Armenien aufgestellten Rekord und ebenso wie die Belgierinnen das 17:1 der dänischen Männernationalmannschaft gegen Frankreich aus dem Jahr 1908.
Für die EM 2022, bei der England den Titel gewann, wurde sie nicht nominiert.
Am 31. Mai 2023 wurde sie als eine von 23 Spielerinnen für die WM-Endrunde in Australien und Neuseeland nominiert. Bei der WM kam sie aber als einzige englische Mittelfeldspielerin nicht zum Einsatz.

## Erfolge
- U-19-Europameisterin 2009
- Englische Meisterin 2011, 2012, 2018/2019
- FA Women’s Cup Siegerin 2010/2011, 2012/2013, 2013/2014, 2015/2016
- Englische Ligapokalsiegerin 2012, 2013, 2015, 2017/2018
- Zypern-Cup Siegerin 2013, 2015
- WM-Dritte 2015